# Chymosine
La chymosine (ou rennine) (ne pas confondre avec rénine) est une enzyme de la catégorie des peptidases. Les coupures protéolytiques qu'elle occasionne impliquent l'utilisation d'une molécule d'eau, ce qui permet de classer l'enzyme parmi les hydrolases, plus précisément parmi les endopeptidases (EC 3.4.23.4). On la trouve dans le suc gastrique des nouveau-nés, notamment des jeunes bovins.

## Activité de l'enzyme
C'est une hydrolase spécifique de la caséine. Elle clive la liaison Phe(105)–Met(106), donc entre une phénylalanine et une méthionine, de la caséine κ, et la liaison 23-24 (donc entre deux phénylalanines) de la caséine αS1. Son activité optimale se situe à 55 °C et à pH acide (3,5-4).

## Utilisation
Pour fabriquer les fromages, on ajoute au lait de la présure de veau qui contient cette enzyme. Celle-ci hydrolyse la caséine kappa, la coupant ainsi en deux. On obtient d'une part le CMP (Caseino-Macro-Peptide) hydrophile et soluble, diffusé à l'extérieur de la micelle de caséines ; d'autre part la PCK (para caséine kappa) hydrophobe, qui, elle, reste à l'intérieur. L'ajout de chymosine et son action sur la caséine κ permet la déstabilisation des micelles de caséine du lait qui coagulent alors en présence d'ions calcium pour donner un bloc de lait solide, le caillé, et du lactosérum. 
La chymosine est aussi produite à grande échelle par ingénierie moléculaire (première utilisation de l'ingénierie moléculaire dans l'agroalimentaire, dans les années 1990). La chymosine produite artificiellement est équivalente à celle produite par les cellules de l'estomac du veau. Cette chymosine OGM pure est très largement utilisée dans le monde à la place de la présure animale mais reste interdite en production fromagère en France et en Autriche et en production bio dans l'ensemble de l'Union européenne.